# Otjiwarongo
Otjiwarongo er en by i den centrale del af Namibia, med et indbyggertal på cirka 40.000. Byen, der er hovedstad i regionen Otjozondjupa, blev i 1891. 
20°27′51″S 16°39′10″Ø / 20.46417°S 16.65278°Ø
- Wikimedia Commons har flere filer relateret til Otjiwarongo